# Vlag van Oost-Timor
De vlag van Oost-Timor werd voor het eerst gebruikt door de FRETILIN als nationale vlag toen de partij de onafhankelijkheid van de kolonie Portugees-Timor uitriep op 28 november 1975. Na de bezetting van het land door Indonesië werd de vlag pas als nationale vlag van Oost-Timor aangenomen bij het herstel van de onafhankelijkheid in 2002.

## Beschrijving en betekenis

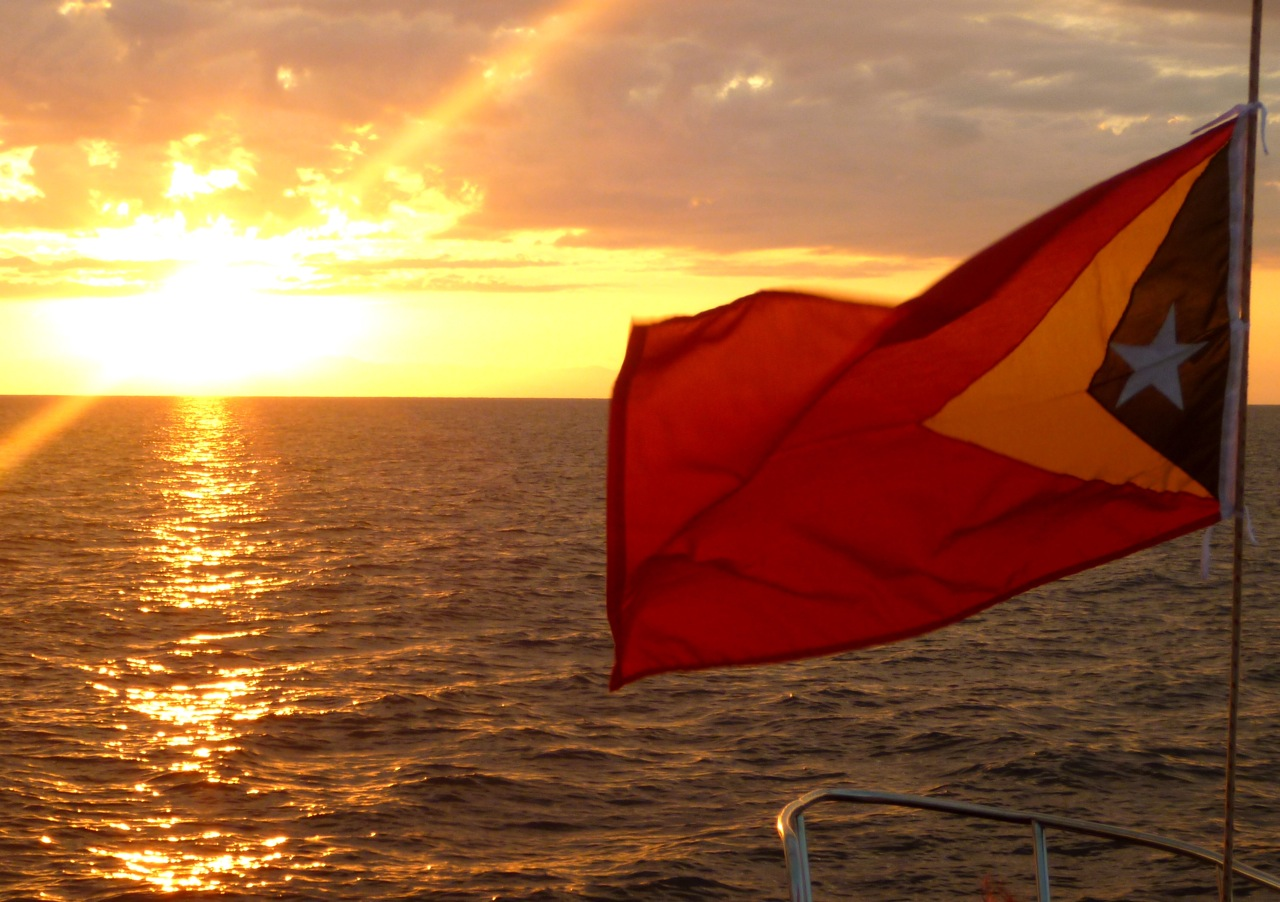
De nationale vlag bij zonsondergang

De basis van de nationale vlag is rood. Een gele driehoek verbindt de hoeken van de vlag aan de mastzijde (Broeking) met het midden van de vlag. Bovenop de gele driehoek staat een zwarte driehoek, waarvan de top een derde in de vlag uitsteekt. In het midden van de zwarte driehoek staat een vijfpuntige witte ster, waarvan één punt naar de bovenste hoek van de masttop wijst. De grootte van de ster komt overeen met een derde van de hoogte van de vlag.
De vlag werd voor het eerst officieel aangenomen bij de grondwet van de Democratische Republiek Oost-Timor op 28 november 1975. De symboliek van deze vlag kreeg de volgende betekenis:
- Zwart symboliseert de vier eeuwen koloniale onderdrukking.
- De gele pijlpunt herinnert aan de strijd voor onafhankelijkheid.
- Rood symboliseert het vergoten bloed van de bevolking.
- De witte ster symboliseert hoop op een betere toekomst.

Vandaag de dag zijn zowel de kleuren als hun betekenis vastgelegd in de nieuwe grondwet van de Democratische Republiek Oost-Timor van 2002 (Deel I, Sectie 15):
- Zwart symboliseert obscurantisme, dat overwonnen moet worden.
- Geel symboliseert de rijkdom van het land.
- Rood symboliseert de strijd voor nationale vrijheid.
- Wit staat voor vrede.

Vlaggen zijn krachtige symbolen in de Oost-Timorese cultuur en hebben een grote culturele betekenis. Ze spelen een belangrijke rol voor de Oost-Timorezen om zich als gemeenschap te identificeren. Aan vlaggen wordt automatisch een symbolische kracht toegekend, zodat ze heilige voorwerpen worden.

### Variaties

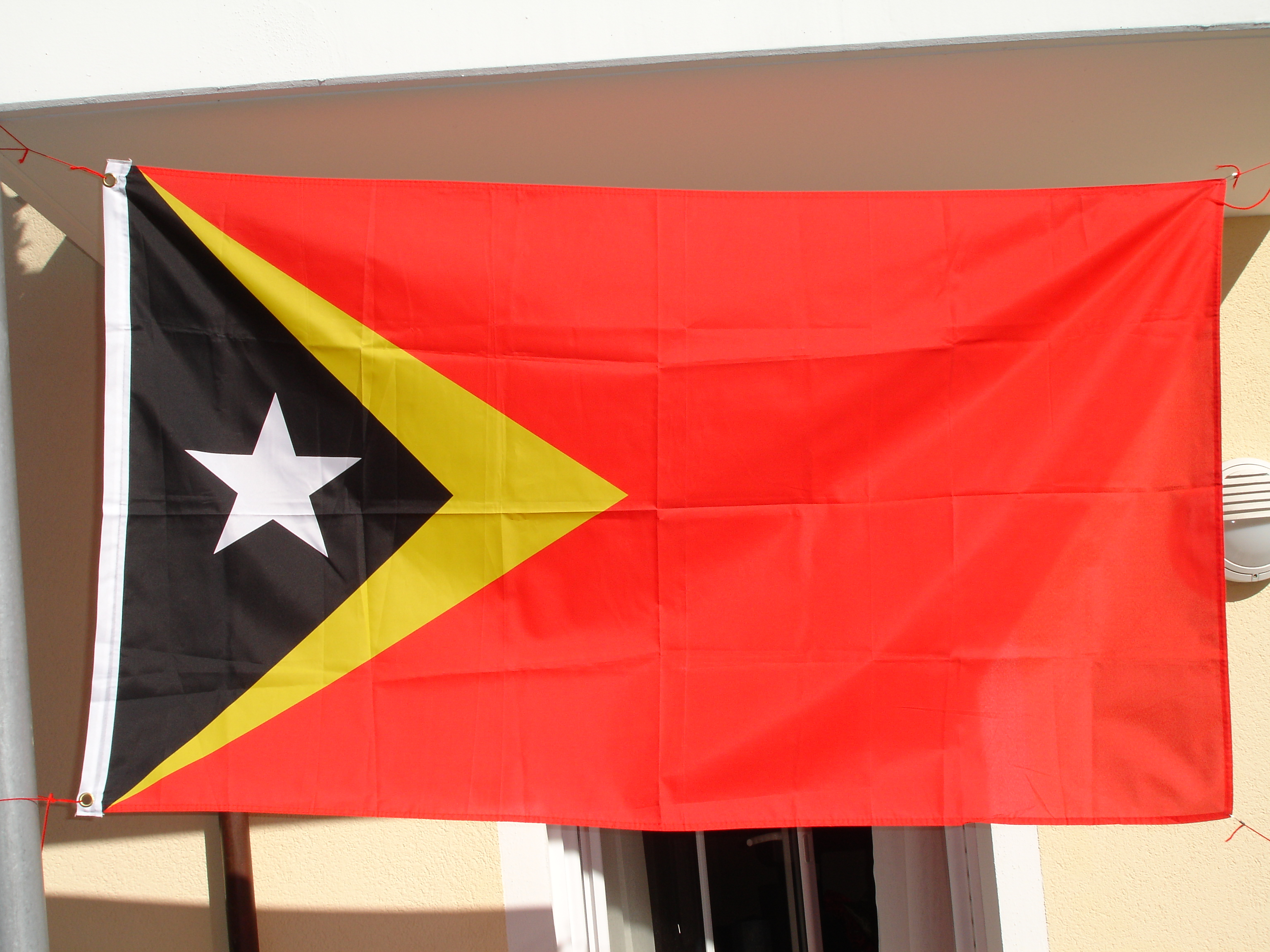
Hangende Oost-Timorese vlag; de ster is verkeerd gepositioneerd.
(overeenkomend met de vlag van de onafhankelijkheidsceremonie met een rechte ster)

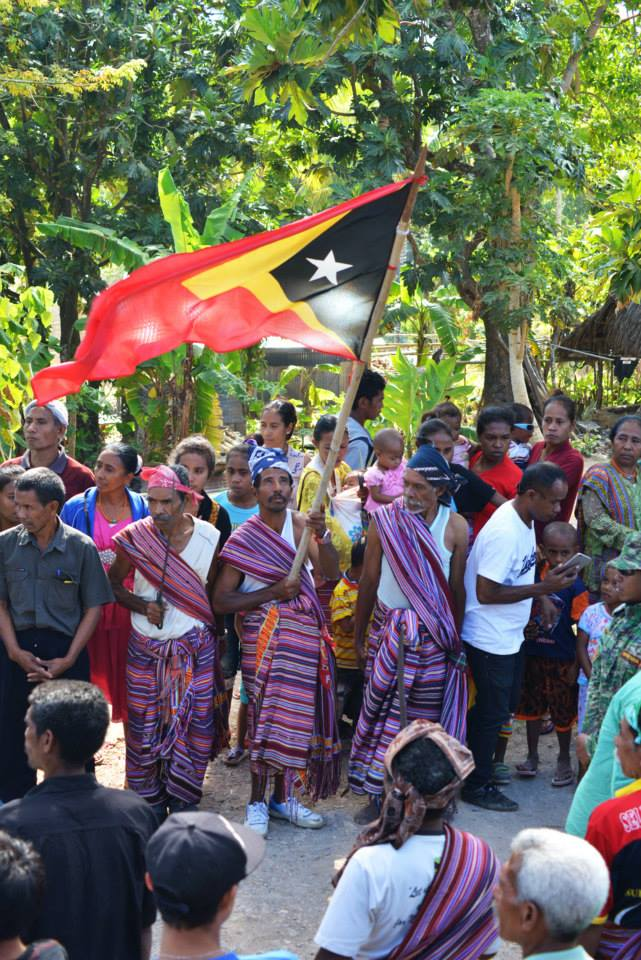
Nationale vlag in Souro

De tinten van de afzonderlijke kleuren zijn niet precies gedefinieerd in de grondwet. Het Comité voor de viering van de onafhankelijkheidsdag van de United Nations Transitional Administration in East Timor heeft lichtoranje (PMS 123) gespecificeerd als de juiste tint geel, die meestal wordt aangetroffen op officiële vlaggen. In vlagillustraties in boeken of op het internet, maar ook in vlaggen die algemeen worden gebruikt in Oost-Timor, is lichtgeel ook wijdverspreid. Volgens de UNTAET-bron komt het rood overeen met PMS 485, en er zijn ook versies met een lichtrode kleur in Oost-Timor. Nog donkerdere versies komen alleen voor als vlagillustraties, maar niet als vlaggen. Hoewel de UNTAET de grootte van de zwarte driehoek als een kwart van de vlaglengte specificeert, hebben de bestaande vlaggen en illustraties allemaal een driehoek met een grootte van een derde.
Er is onenigheid over de juiste verhoudingen van de vlag. Terwijl de vlag van 1975 altijd de 2:3 verhouding had die gebruikelijk is in het grootste deel van Europa, verschenen er ook vlaggen met een verhouding van 1:2 in officieel gebruik na de onafhankelijkheid van Oost-Timor. De reden hiervoor is vermoedelijk dat deze vlaggen worden geproduceerd in Australië, waar 1:2 verhoudingen gebruikelijk zijn. Een duidelijke gestandaardiseerde regeling ontbrak aanvankelijk, maar Wet 02/2007 inzake nationale symbolen toont de afbeelding van een vlag met een verhouding van 1:2 in de bijlage. Bovendien somt artikel 4 van de wet de verschillende formaten van de vlag op waarin de stoffen vlag moet wapperen in openbare kantoren, kazernes, privé- en staatsscholen. Type 1 bestaat uit een doek met een breedte van 45 centimeter, type 2 uit een doek met een breedte van 90 centimeter, type 3 met een breedte van 135 centimeter en zo verder tot en met type 7 met een breedte van 315 centimeter. In lid 2 van het artikel worden echter ook kleinere en grotere vlaggen en vlaggen met tussenliggende maten uitdrukkelijk toegestaan, zolang de verhoudingen in acht worden genomen.
Je ziet vaak vlaggen waarbij de top van de ster recht omhoog wijst. Dit was vaak het geval bij de vlag van 1975. In de huidige grondwet staat echter duidelijk dat de ster naar de linkerbovenhoek moet wijzen. De afbeelding in Wet 02/2007 volgt dit ook.
De vlag van Oost-Timor, die werd gebruikt voor de viering van de onafhankelijkheid op 20 mei 2002, had een rechte ster ondanks de duidelijke specificaties. Het had ook een beeldverhouding van 1:2 en gebruikte helder geel in combinatie met helder rood.

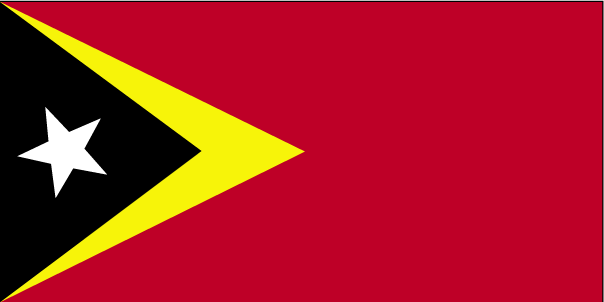
? Variatie met lichtgeel en donkerrood.
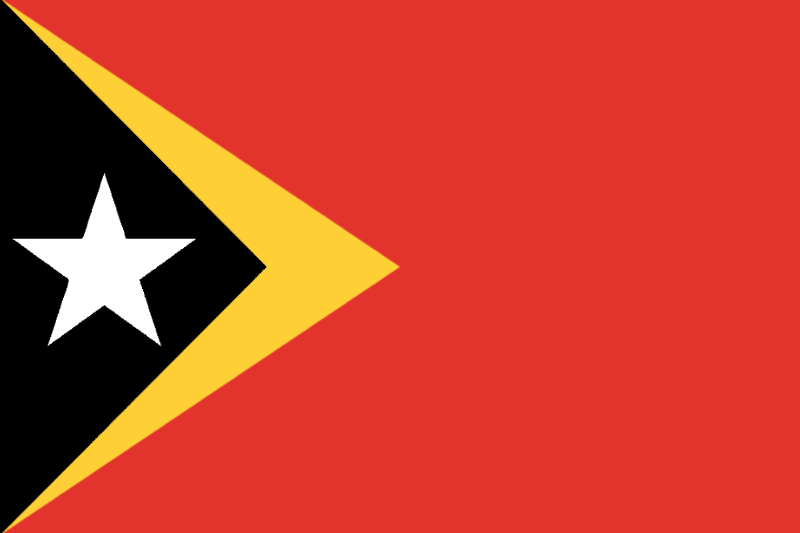
? Historische variatie met rechte ster en 2:3 beeldverhouding
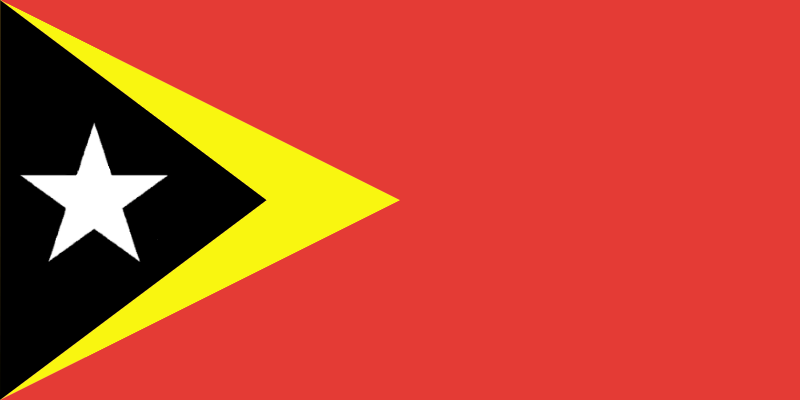
? Vlag van de Onafhankelijkheid ceremonie van 20 mei 2002

## Geschiedenis

Vlag van de Portugese gouverneur

Tot de onafhankelijkheid van Portugal gebruikte de kolonie Portugees Timor alleen de vlag van Portugal. De Liurai's, de traditionele heersers van Timor, ontleenden hun aanspraak op macht deels aan heilige (Lulik) voorwerpen die in het bezit waren van de heersende families. Toen de Portugezen de Timorezen onderwierpen, overhandigden ze de Portugese vlag aan de Liurais als vazallen, die in de ogen van de Timorezen, net als de vlaggenmast, zelf heilige voorwerpen werden, waardoor de heerschappij van de Portugezen en de aan hen loyale Liurais werd gelegitimeerd. De vlagcultus werd bijzonder belangrijk in de cultuur van de Mambai. Volgens hun oorsprongsmythe wordt de wereldorde geschapen door twee broers. De oudere broer, waar de mensen van Timor van afstammen, heeft de rituele macht over de kosmos. De jongere broer heeft de macht over de sociale orde. De niet-Timorese volkeren, in dit geval de Portugezen, stammen van hem af. De mythe vertelt over het verlies, de zoektocht naar en het terugvinden van een verloren, heilig voorwerp, namelijk de Portugese vlag. Deze heilige betekenis van de blauwwitte vlag leidde tot problemen toen de vlag van Portugal in 1910 werd veranderd toen het land van een monarchie overging in een republiek.

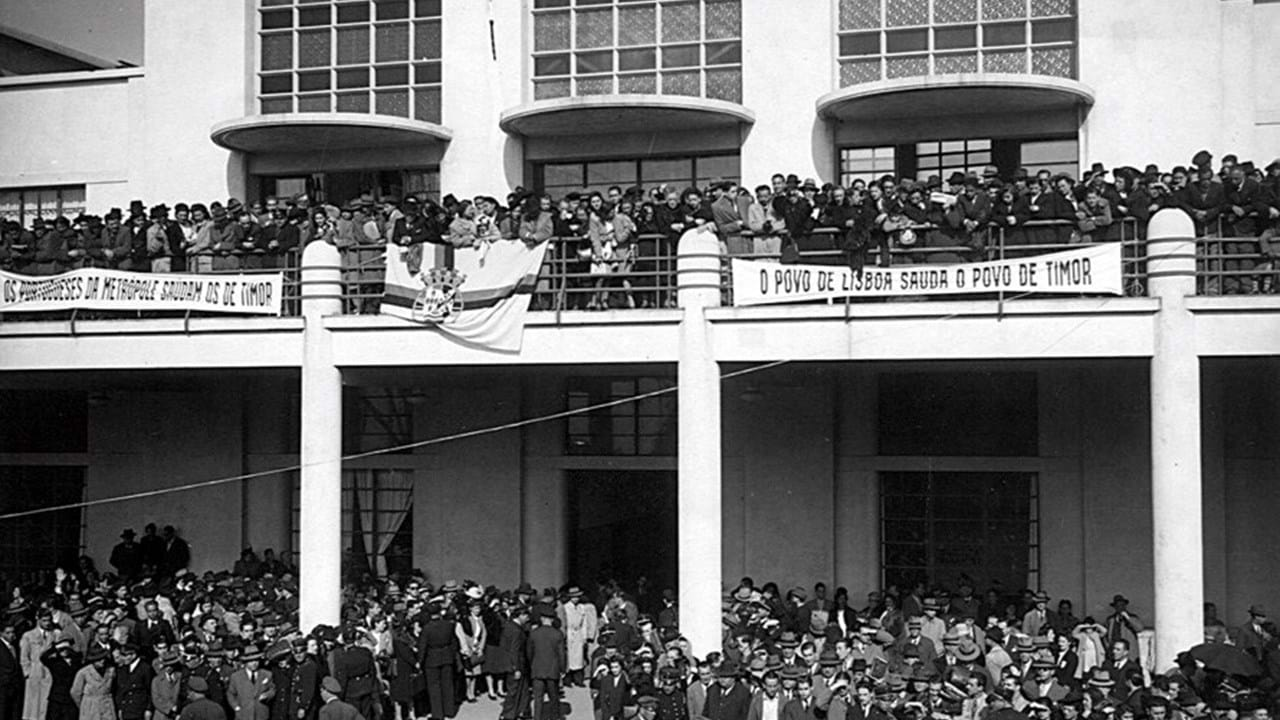
Receptie voor de door de oorlog getroffen Portugezen op Timor op 15 februari 1946

Op 15 februari 1946 kwam de Angola vanuit Portugees Timor aan op de Portugese marinebasis in Alcântara. Het bracht Portugezen die tijdens de Slag om Timor in de Tweede Wereldoorlog in de kolonie hadden gewoond naar hun thuisland. Een witte vlag met het Portugese Timorese wapen op een groen en rood kruis verschijnt in de menigte.
In 1961 gebruikte een kleine, links georiënteerde Timorese verzetsbeweging - het Bureau de Luta pela Libertação de Timor (BLLT) - een vlag die al enkele elementen van de huidige nationale vlag bevatte. Deze bestond uit een zwarte schijf met een gele rand en een vijfpuntige witte ster op rood doek. Later richtte de BLLT een kortstondige regering in ballingschap op in Jakarta, de Verenigde Republiek Timor, die dezelfde vlag gebruikte.
In 1967 waren er voorstellen voor aparte vlaggen voor de afzonderlijke Portugese koloniën, waarbij het wapen van de kolonie rechtsonder aan de Portugese vlag werd toegevoegd. De voorstellen werden echter nooit gerealiseerd.

? Vlag van Portugal (1830–1910)
Vlag van Portugal (1910–1975)
? Vlag van het Bureau de Luta pela Libertação de Timor en de Verenigde Republiek Timor (1961)
? Voorstel voor een Portugees-Timorese vlag 1967
Vlag ter verwelkoming van Portugezen uit Timor in 1946

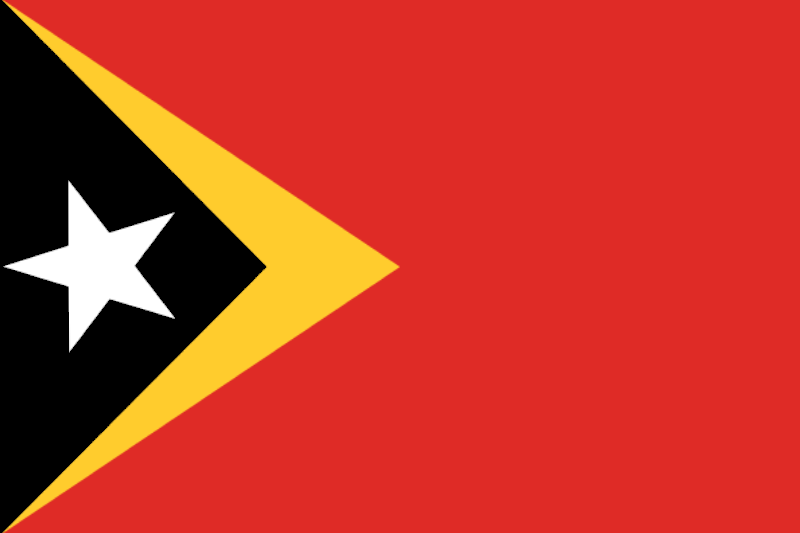
Vlag van Oost-Timor in de verhouding 2:3, zoals die al in 1975 werd gebruikt

Na de Anjerrevolutie in Portugal werden ook in Portugees Timor partijen toegestaan. De dominante, linkse partij in Oost-Timor, het Frente Revolucionária de Timor-Leste Independente (FRETILIN), gebruikte dezelfde kleuren als de BLLT in haar partijvlag en ook de witte ster op een zwarte achtergrond. Afgezien van hun politieke oriëntatie zijn er geen banden tussen de twee organisaties. Het is niet duidelijk in hoeverre de vlag als model diende of dat er gewoon gebruik werd gemaakt van veelgebruikte socialistische symbolen zoals de vijfpuntige ster en de kleur rood op de partijvlag. Volgens de legende ontwierp verzetsstrijder Natalino Leitão de huidige nationale vlag op basis van de FRETILIN-vlag in de nacht voordat Portugal op 28 november 1975 de onafhankelijkheid uitriep. De beginnende bezetting van het land door Indonesië had de FRETILIN in het nauw gebracht. Tegenwoordig is 28 november de feestdag van Oost-Timor, waarop officiële gebouwen worden gevlagd. Slechts negen dagen na de onafhankelijkheidsverklaring begon Indonesië openlijk met de invasie van Oost-Timor. Natalino Leitão werd daarbij gedood.

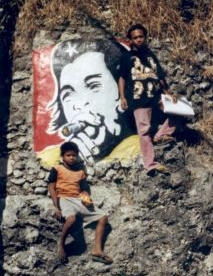
Che Guevara in de Timorese nationale kleuren in Baucau/Oost-Timor

De onafhankelijkheidsverklaring werd slechts door enkele landen erkend. Politiek werd Indonesië gesteund door de Verenigde Staten en Australië, omdat een tweede Cuba werd gevreesd vanwege de linkse oriëntatie van FRETILIN. De mate waarin de rode basiskleur en de zekere gelijkenis van het vlagontwerp met de Cubaanse vlag deze veronderstelling ondersteunden, is discutabel. Er kan alleen worden verondersteld dat de vlag van Cuba of de vlag van Mozambique model stond voor Leitão's driehoekige ontwerp. Op zijn minst was en is er in Oost-Timor sympathie voor Cuba en vooral voor Ernesto Che Guevara. FRETILIN had al nauwe banden met Mozambique en zijn regeringspartij FRELIMO.

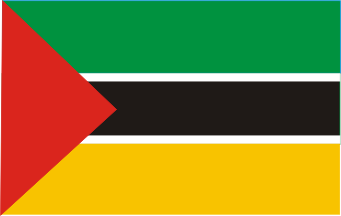
Vlag van FRELIMO
Vlag van Mozambique
Vlag van Cuba

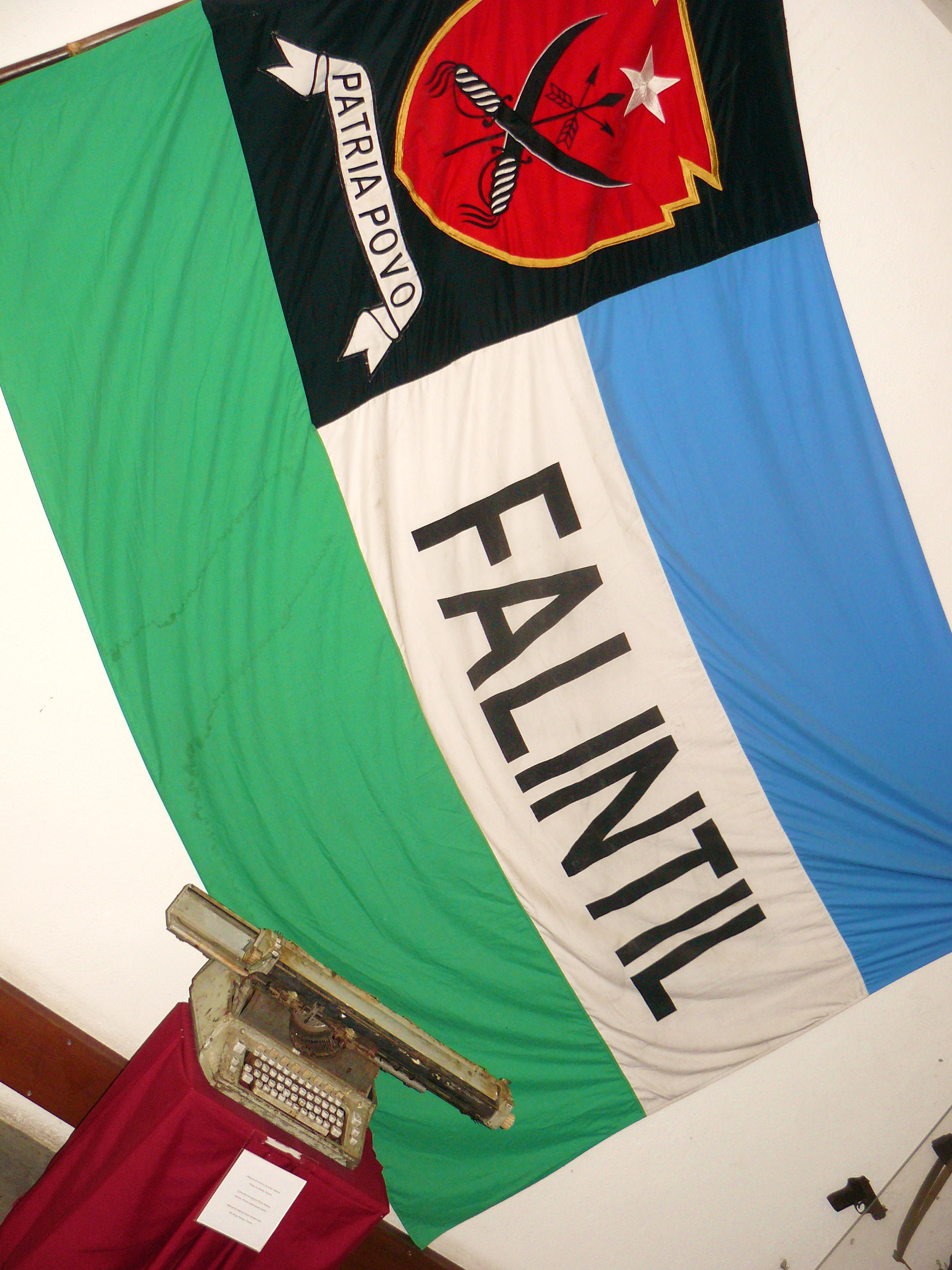
Variant van de FALINTIL-vlag in het Nationaal Verzetsmuseum

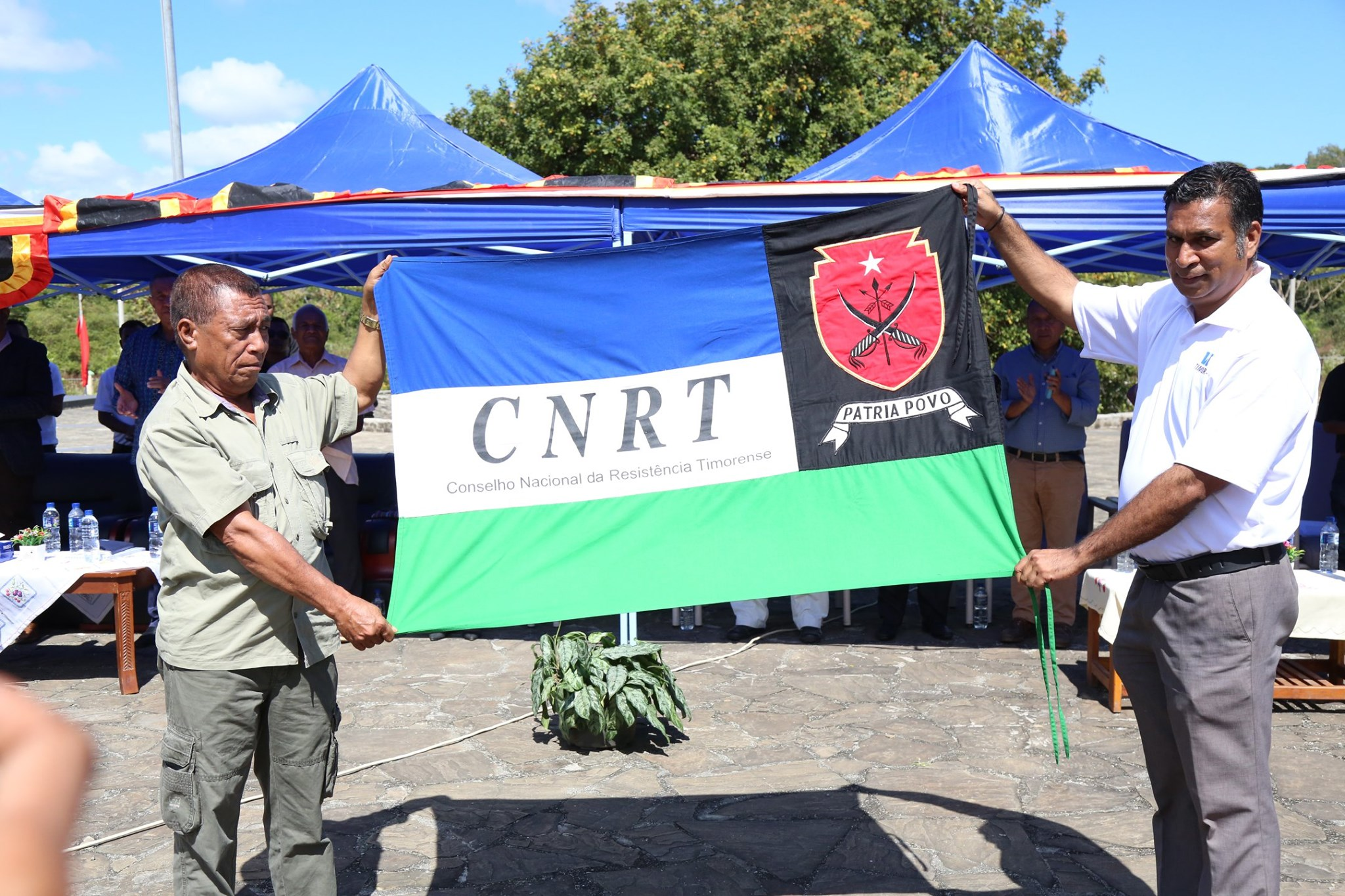
Variant van de vlag van de Conselho Nacional de Resistência Timorense met de volledige naam van de organisatie

Naast partijpolitiek werd de FRETILIN vlag steeds meer een symbool van de organisatie van het verzet van de bevolking tijdens de bezetting en de nationale vlag van 1975 werd een symbool van de bevolking en hun streven naar onafhankelijkheid. De bezettingsmacht reageerde op het gebruik van de vlaggen met harde repressie. Het gebruik van andere vlaggen dan de Indonesische werd verboden. Tot 1999 werd Oost-Timor door Indonesië bestuurd als een provincie, terwijl het internationaal werd beschouwd als een "afhankelijk gebied onder Portugees bestuur". Als Indonesische provincie kreeg het ook een provinciale vlag, maar deze werd alleen gebruikt in het kantoor van de gouverneur, zoals gebruikelijk was voor alle provincievlaggen. De vlag van Timor Timur, zoals Oost-Timor toen officieel heette, toonde het provinciewapen op een oranje achtergrond. Toen een Portugese parlementaire delegatie in 1989 Oost-Timor zou bezoeken, deelde de Indonesische regering 30.000 Indonesische vlaggen uit om op de huizen in Dili te plaatsen. Het doel was om de integratie van Oost-Timor in Indonesië aan te tonen.
Het gewapende verzet tegen de Indonesiërs werd geleid door FALINTIL, dat oorspronkelijk de militaire tak van FRETILIN was. In 1987 transformeerde de leider Xanana Gusmão FALINTIL in een nationaal leger van het Oost-Timorese verzet. Hij ontwierp een nieuwe blauw-wit-groen-zwarte vlag voor FALINTIL. De Conselho Nacional de Resistência Timorense (CNRT), de in 1998 opgerichte koepelorganisatie van het Oost-Timorese verzet, nam de FALINTIL-vlag over als politiek neutraal symbool. Het opschrift "FALINTIL" werd vervangen door "CNRT" en de symbolen op het schild werden veranderd. De FALINTIL gebruikte een gele, vijfpuntige ster, twee traditionele zwaarden (suriks) en drie veren. De CNRT gebruikte een speer en twee pijlen in plaats van de veren en de ster was nu wit. De FALINTIL nam deze versie van het wapen al snel over voor haar vlag. Het schild in de vlag van de CNRT is in een licht gewijzigde vorm met dezelfde elementen ook terug te vinden in het latere eerste wapen van Oost-Timor (2002-2006) na het herstel van de onafhankelijkheid. In de FALINTIL-kampen was het ten strengste verboden om door de schaduw van de vlag te lopen. Er wordt gezegd dat deze regel dateert uit de koloniale tijd, toen Timorezen werden geslagen als ze door de schaduw van de Portugese vlag liepen.
In het onafhankelijkheidsreferendum van 1999 in Oost-Timor kon de bevolking kiezen tussen volledige onafhankelijkheid of deel blijven uitmaken van Indonesië als de Speciale Autonome Regio van Oost-Timor SARET. Artikel 20 van de ontwerpgrondwet voor SARET voorzag in de mogelijkheid om een eigen wapenschild aan te nemen, maar geen eigen vlag. Toen de Verenigde Naties na het referendum de controle over Oost-Timor overnamen, gebruikten ze de vlag van de Verenigde Naties. Op de Olympische Spelen van Sydney in 2000 namen vier Oost-Timorese atleten deel als Onafhankelijke Olympische Atleten onder de Olympische vlag, aangezien Oost-Timor nog niet onafhankelijk was en er geen Nationaal olympisch comité was.
Er ontstond een discussie over welke vlag een toekomstig, onafhankelijk Oost-Timor zou moeten gebruiken. Er gingen stemmen op om de nationale vlag te veranderen, aangezien de vlag van 1975 een symbool van FRETILIN was. Op de eerste Nationale Conventie van Oost-Timor van 23 tot 27 april 1998 in Peniche (Portugal) besloten de afgevaardigden van de Timorese partijen om de vlag van de CNRT als voorlopige vlag van Oost-Timor te gebruiken. Bij het referendum over onafhankelijkheid in 1999 gebruikten de VN de Indonesische vlag voor het deel blijven uitmaken van Indonesië en de CNRT-vlag voor onafhankelijkheid op de stembiljetten als hulpmiddel bij de besluitvorming. De veteranenorganisatie CPD-RDTL beschuldigde de FRETILIN ervan de huidige nationale vlag te monopoliseren. De groep Colimau 2000 riep op om een christelijk kruis in de nationale vlag op te nemen als symbool voor het belang van het katholicisme in Oost-Timor. De meeste partijen en de meerderheid van de bevolking zijn echter geen voorstander van een verandering. Zij zagen de nationale vlag als een symbool van het lijden in de onafhankelijkheidsstrijd, ongeacht het auteurschap ervan. De vlag van de CNRT, als symbool van de eenheid van de Oost-Timorezen, kreeg niet dezelfde steun van de bevolking.
Bij demonstraties in en buiten Oost-Timor werden bijna uitsluitend de oude 1975-vlag en de FRETILIN-vlag getoond. De gelijkenis van de twee vlaggen werd erkend uit respect voor de verdiensten van de FRETILIN in de onafhankelijkheidsstrijd, dus werd uiteindelijk de vlag van 1975 gebruikt. Een andere reden kan de overweldigende meerderheid van de FRETILIN in het nieuwe parlement zijn geweest. De Partido Socialista de Timor (PST) had echter ook gepleit voor de rood-geel-zwarte vlag. De vlag werd officieel opnieuw ingevoerd op 20 mei 2002, toen de vlag van de Verenigde Naties om middernacht werd gestreken en de vlag van Oost-Timor werd gehesen. De neergelaten VN-vlag werd gewikkeld in een geweven traditionele Timorese doek (tais) om de mystieke spirituele krachten ervan te beschermen. Deze vlag werd een symbool van bevrijding en bescherming voor de Timorezen. De Oost-Timor Defence Forces (F-FDTL), waarin de FALINTIL opging, gebruiken nu de FALINTIL-vlag en het wapen in de versie met speer en pijl.

Vlag van de FRETILIN
Vlag van Indonesië (1975–1999)
? Vlag van Timor Timur.
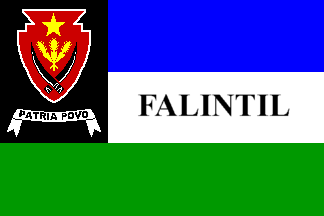
? eerste versie van de FALINTIL-vlag
? Vlag van de CNRT (semi-officieel 1998-2002)
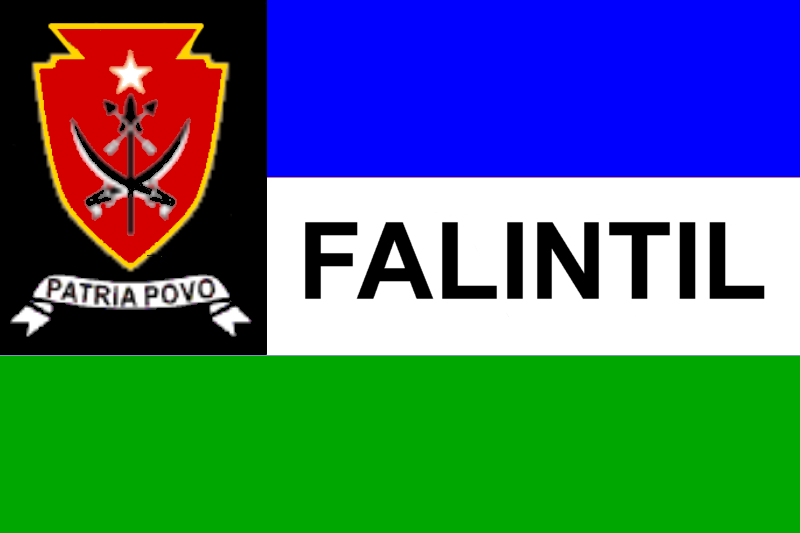
Vlag van de F-FDTL
Vlag van de Verenigde Naties (1999-2002)
? Vlag van de onafhankelijke Olympische atleten 2000

## Vlaggen en symbolen van de gemeenten van Oost-Timor

Vlag van Dili tot 1975

Oorspronkelijk hadden de gemeenten van Oost-Timor geen eigen vlag. Tijdens de koloniale periode tussen 1962 en 1975 had Dili echter als enige plaats in Portugees Timor een gemeentelijke vlag die qua ontwerp overeenkwam met de Portugese gemeentelijke vlaggen. Het was een groen-witte achthoekige vlag met het gemeentewapen in het midden: Rood, een sandelhoutboom in zilver tussen twee pijlenbundels met hellebaarden en een jachtspeer. Boven het schild staat een bakstenen kroon met vijf torens, die de status van Dili als hoofdstad van een overzeese provincie voorstelt. Een spandoek met de woorden "O Sol logo em nascendo vê primeiro" (Waar de zon als eerste werd geboren) Als teken van solidariteit werd de vlag van Dili in 1991 in het stadhuis van Lissabon opgehangen.
Sinds 2015 hebben de gemeenten logo's en wapenschilden als symbolen aangenomen, die vervolgens ook worden gepresenteerd op vlaggen met een eenkleurige achtergrond. De speciale administratieve regio Oe-Cusse Ambeno heeft bijvoorbeeld een groene vlag met een logo en de gemeente Manufahi heeft een oranje vlag met het wapen. Baucau heeft zijn wapen op een witte achtergrond.

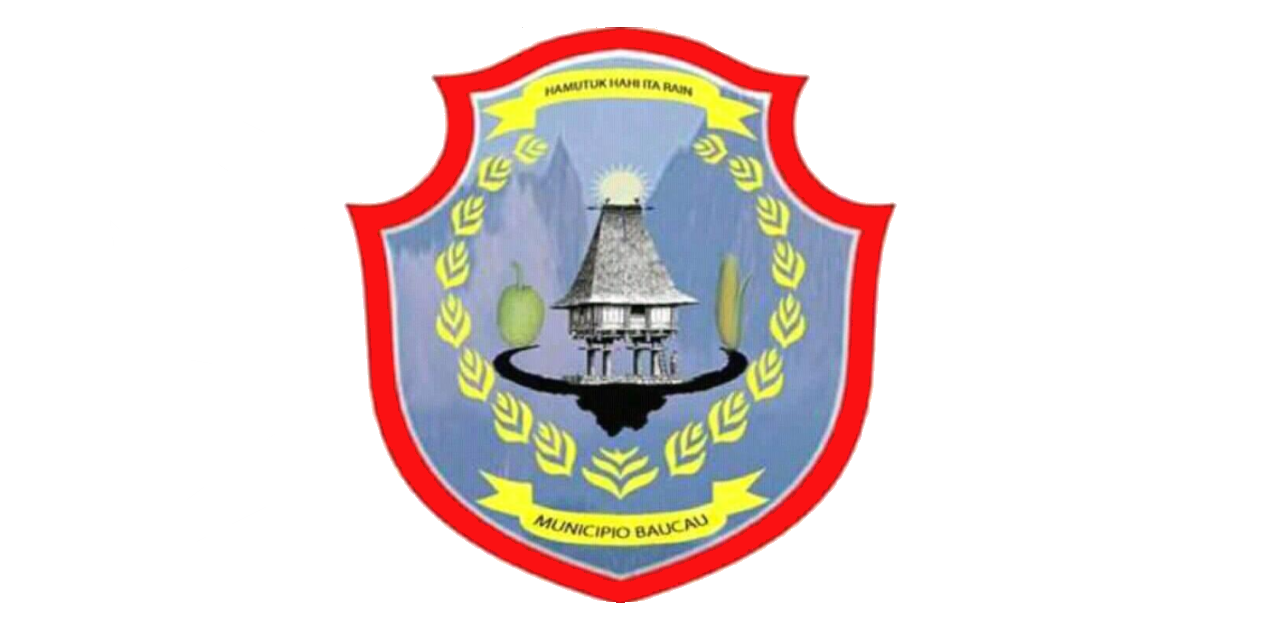
Vlag van Baucau
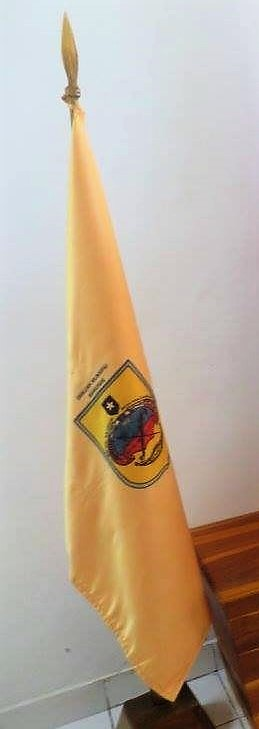
Vlag van Manufahi

## Overige vlaggen in Oost-Timor
De laatste jaren verschijnen er steeds meer vlaggen van overheidsinstanties, scholen en andere instellingen. Dit zijn meestal vlaggen in één kleur met het logo of wapen van de organisaties. Ook de voetbalclubs van het land tooien zich met logo's en vlaggen.
De vlaggen van de politieke partijen van Oost-Timor zijn divers. Ze dienen als reclamemiddel bij politieke evenementen en werden ook gebruikt als identificatiesymbool voor analfabete kiezers op de stembiljetten voor de parlementsverkiezingen van 30 juni 2007. Drie incidenten die plaatsvonden tijdens de onrust na de parlementsverkiezingen van 2007 illustreerden het belang van partijvlaggen voor aanhangers. Op dat moment hadden aanhangers van FRETILIN hun vlaggen opgehangen in hun oostelijke bolwerken als teken van protest tegen de nieuwe regering. Als reactie hierop zouden Australische troepen drie FRETILIN-vlaggen hebben belasterd en gestolen. De Australische bevelhebber, Brigadier John Hutcheson, gaf een van de vlaggen persoonlijk terug en betreurde het incident. De andere twee vlaggen werden via andere autoriteiten teruggegeven. De secretaris-generaal van FRETILIN, Alkatiri, eiste niettemin de terugtrekking van de Australiërs, omdat ze niet langer neutraal waren.
Tijdens katholieke processies en vieringen zie je blauw-witte en geel-witte vlaggen, de laatste soms met rode kruizen. Blauw en wit (zoals op de voormalige vlag van Portugal) zijn de traditionele kleuren van Onze Lieve Vrouw van de Ontvangenis (Nossa Senhora da Conceição). Maria wordt beschouwd als de beschermheilige van het land. Geel en wit zijn de kleuren van de katholieke kerk (zie ook: de vlag van Vaticaanstad).
De veteranenorganisatie CPD-RDTL voerde oorspronkelijk de nationale vlag van Oost-Timor bij haar demonstraties, maar eind 2012 werden vlaggen gebruikt waarvan het ontwerp deed denken aan de vlag van het Bureau de Luta pela Libertação de Timor uit 1961.

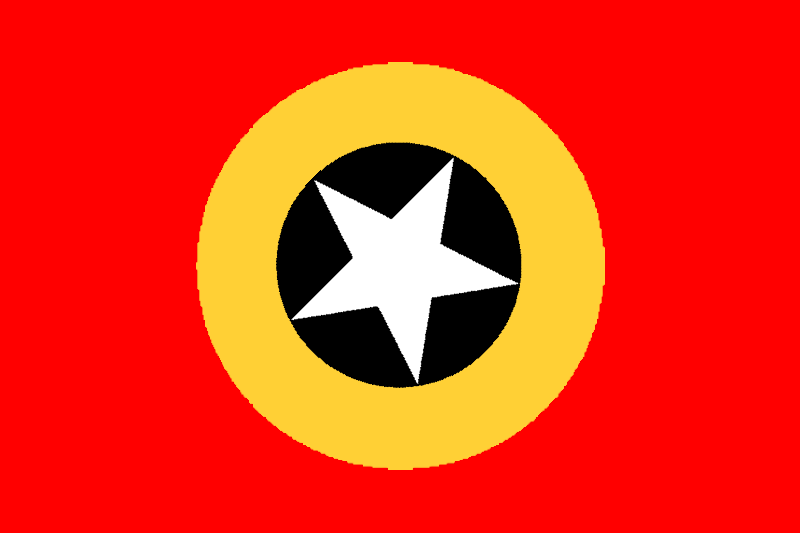
CPD-RDTL
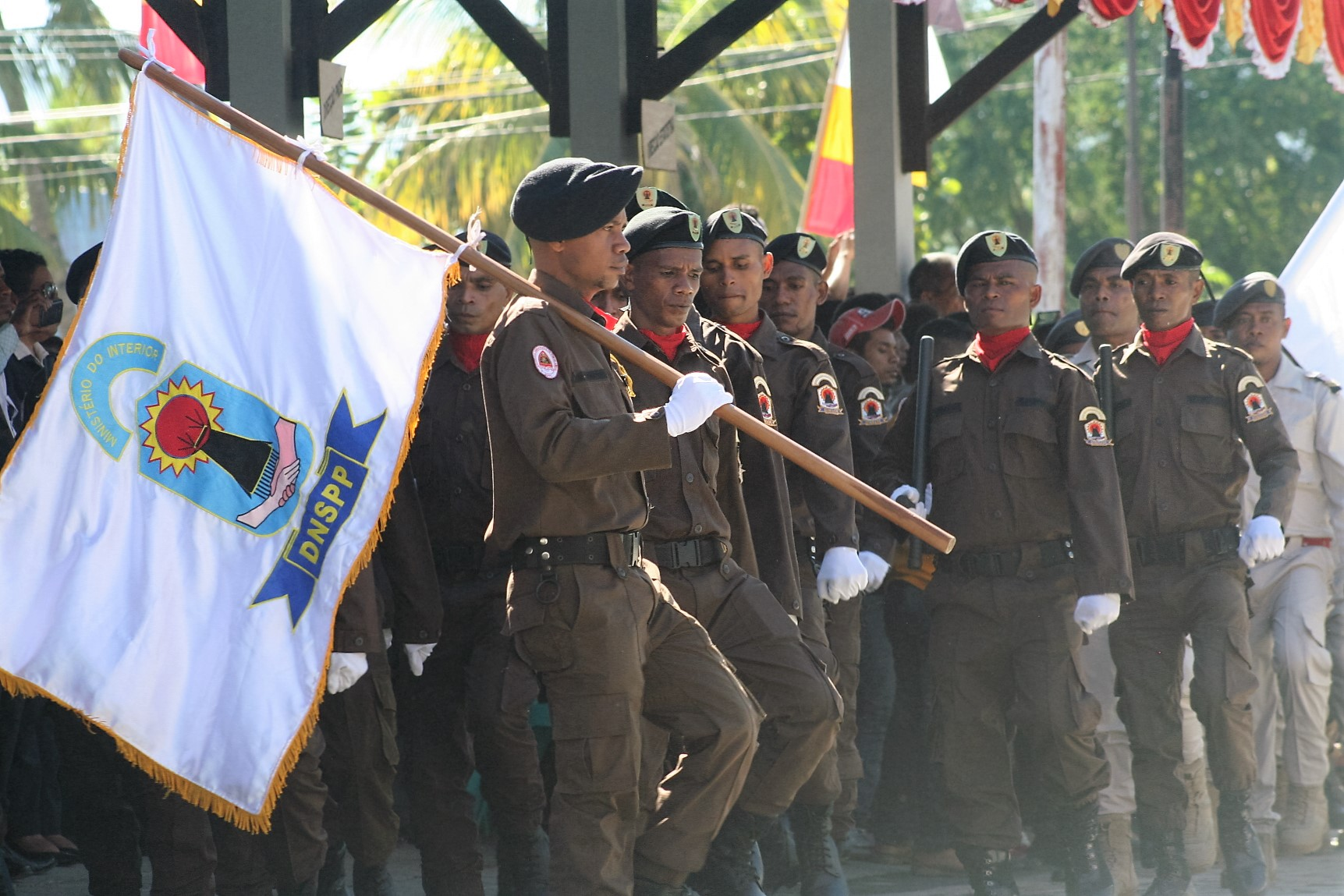
Direição Nasional Serviço Partimonho Publico
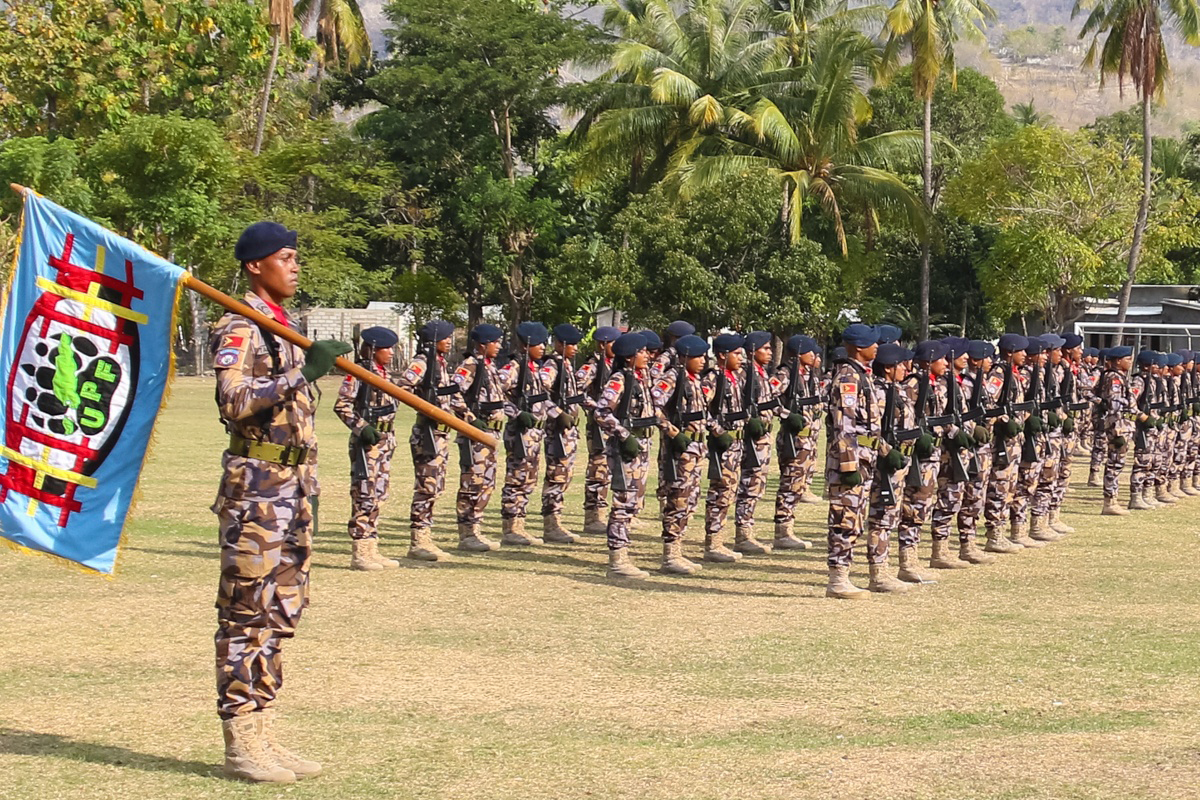
Unidade de Patrulhamento de Fronteira
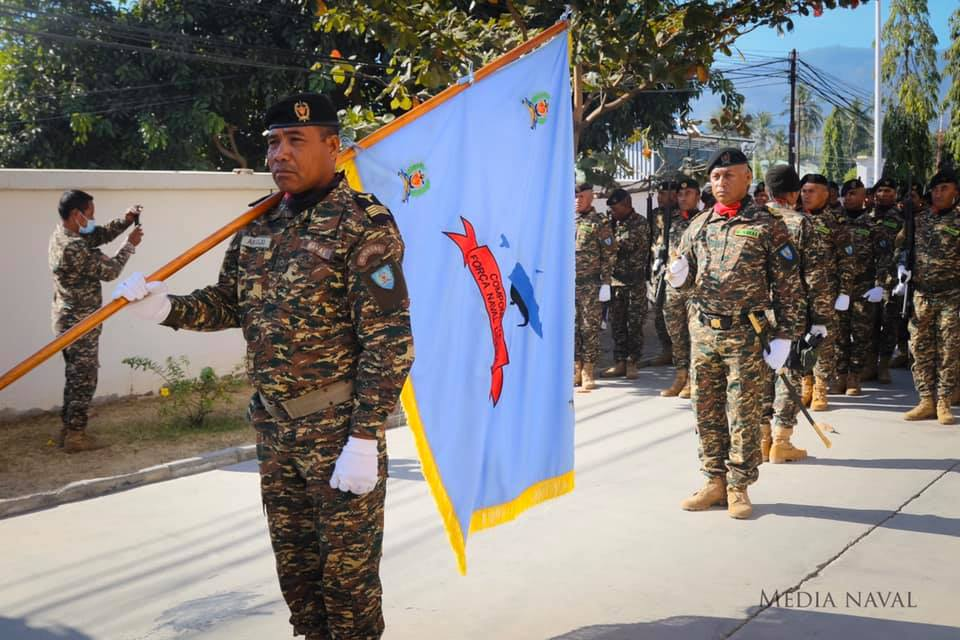
Zeestrijdkrachten
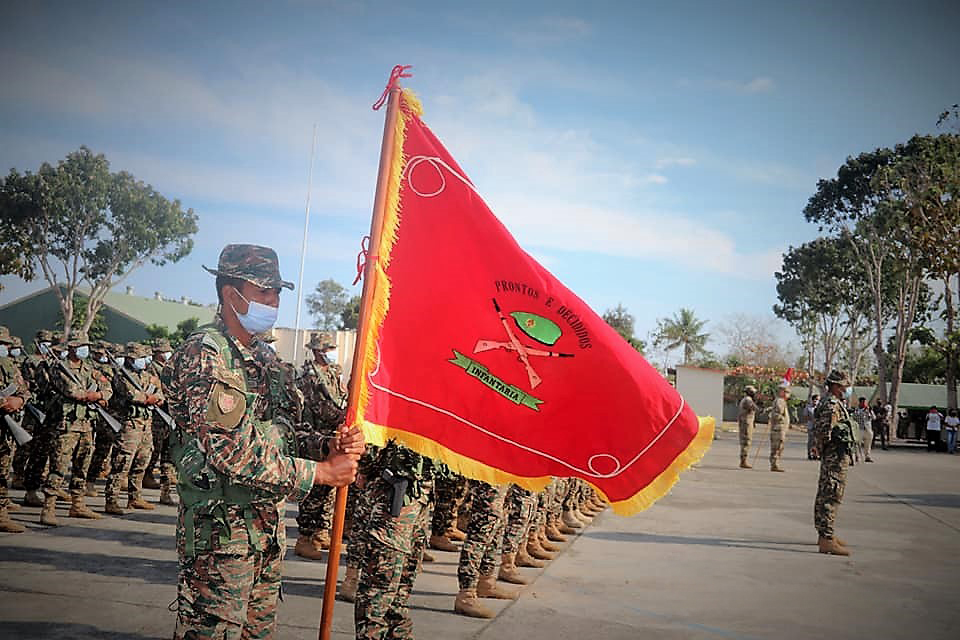
Vlag van de landstrijdkrachten van Oost-Timor
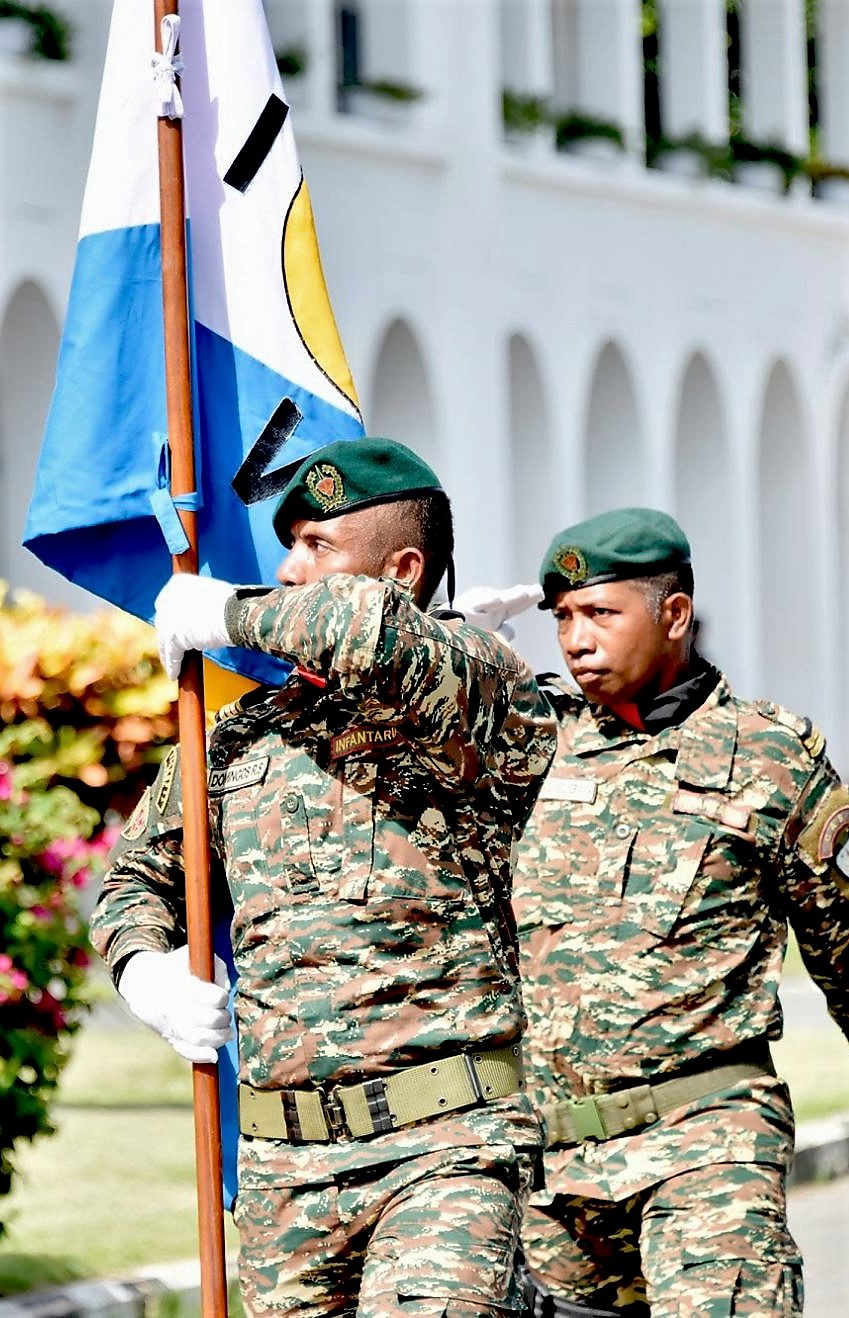
Infanterie
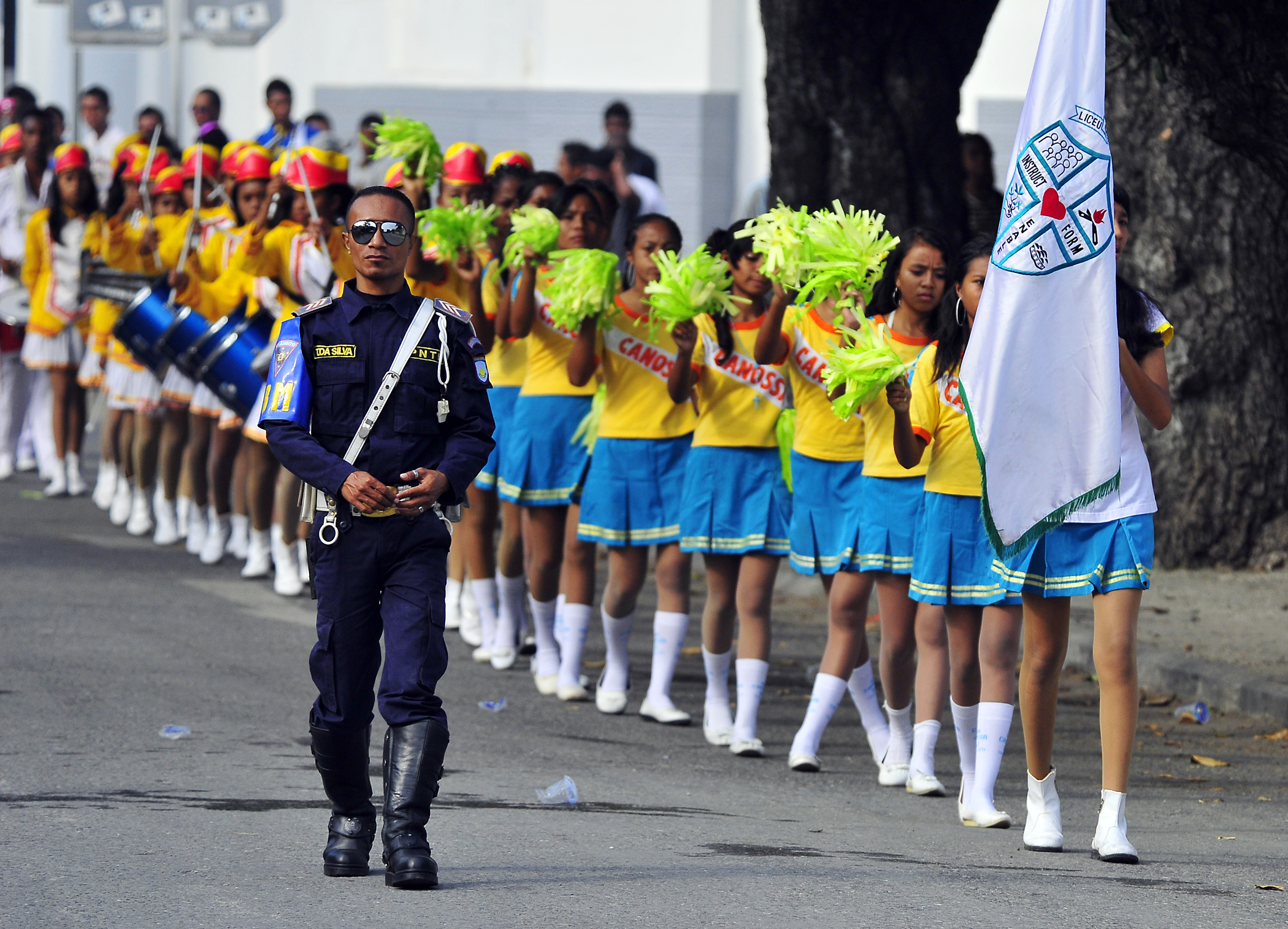
Schoolvlag van het  Liceu Canossa Comoro
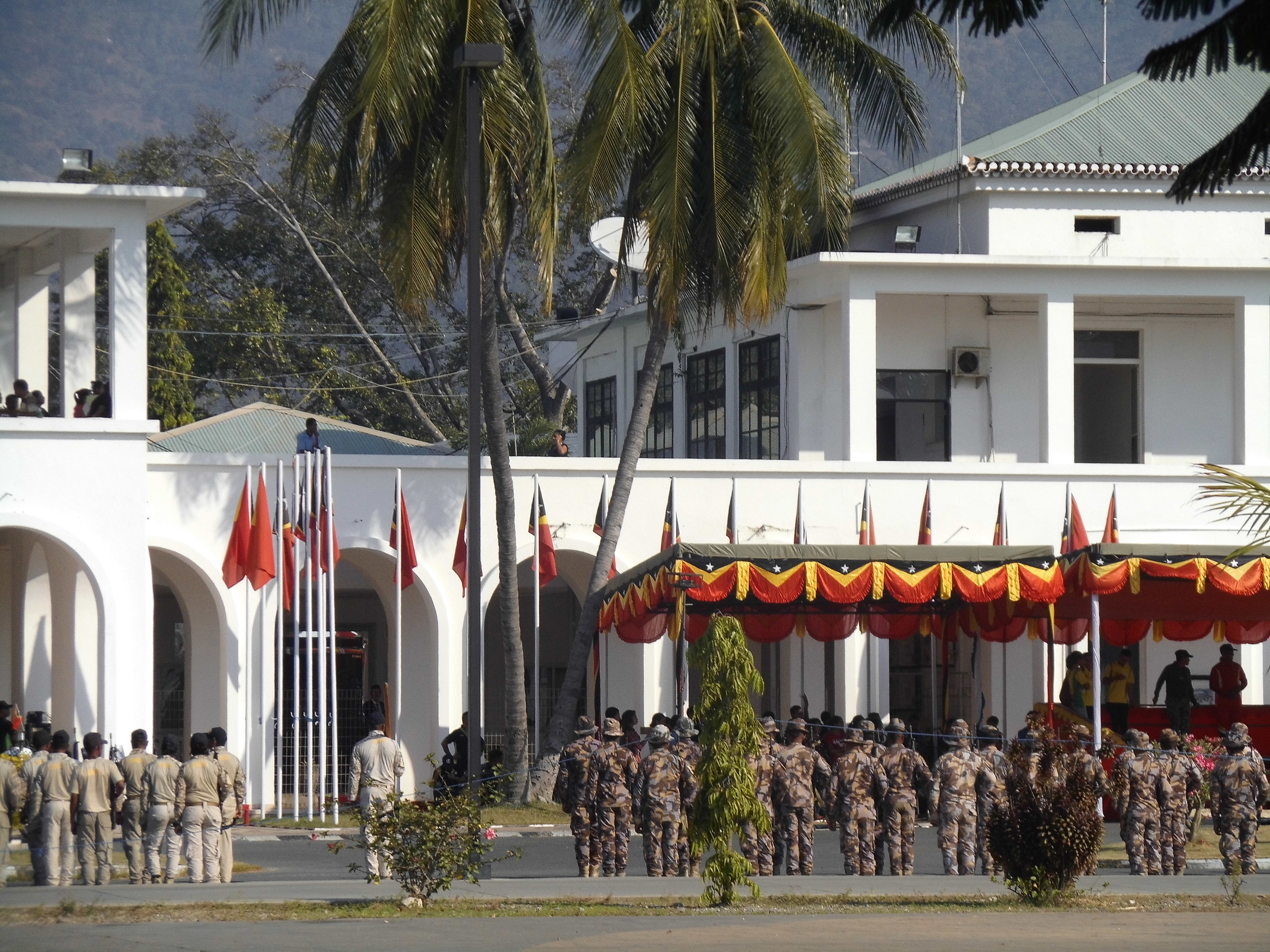
Decoratie in de vorm van de nationale vlag
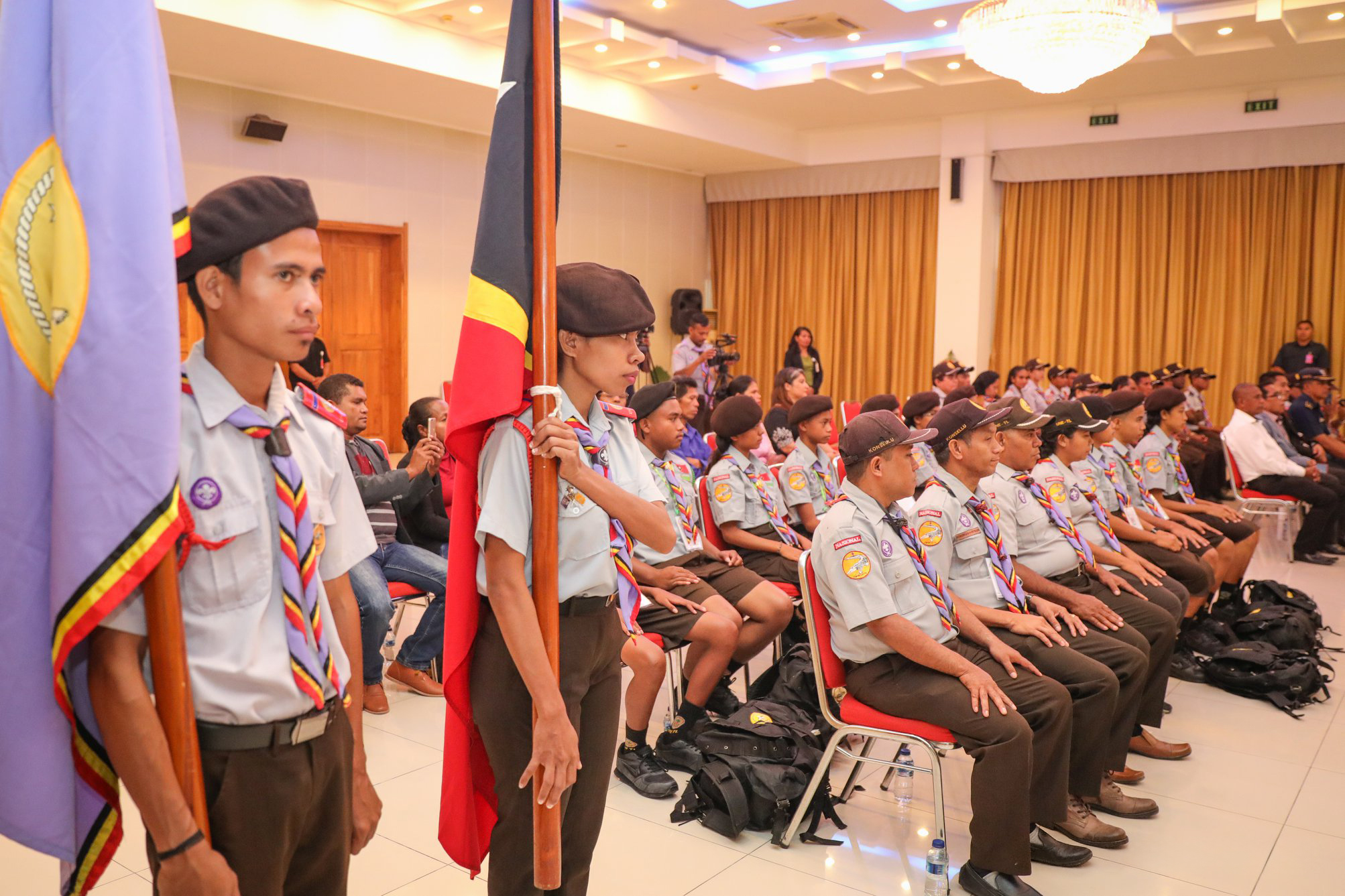
União Nacional dos Escuteiros de Timor-Leste
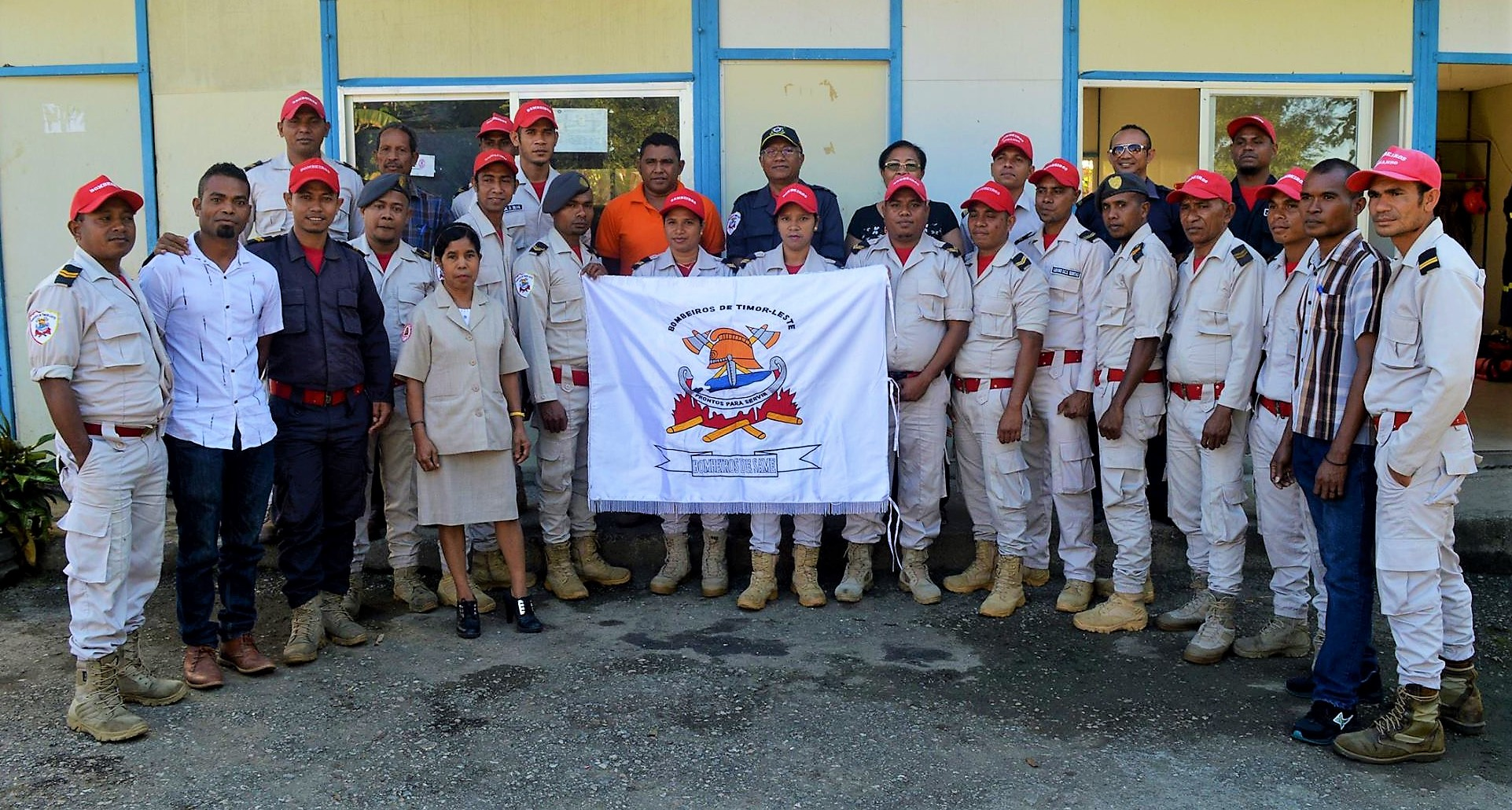
Brandweer in Same

## Diverse

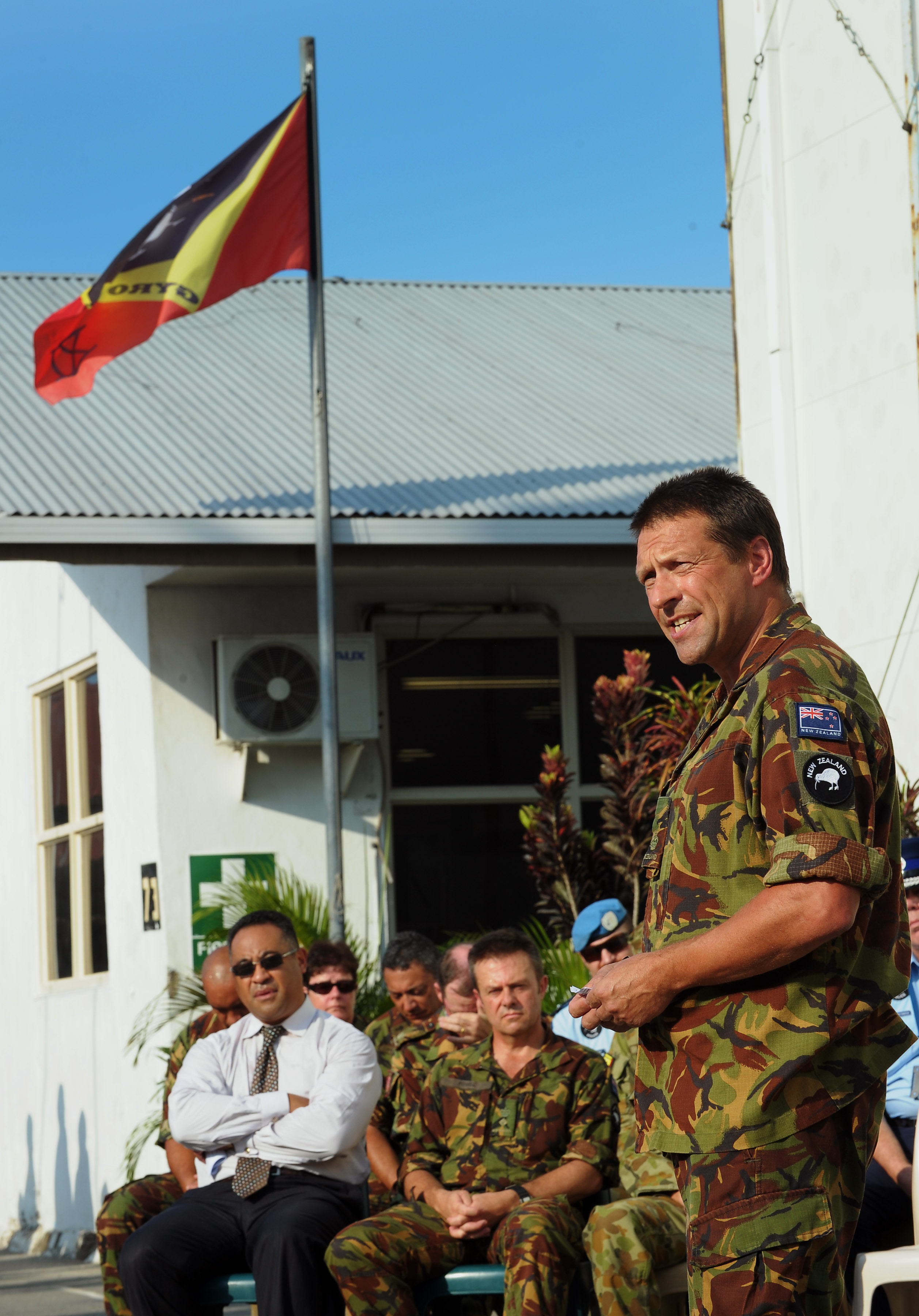
Vlag van de Internationale Stabilisatiemacht

Na de onafhankelijkheid ontving elk dorp in het land een exemplaar van de nieuwe nationale vlag, die tijdens een plechtige ceremonie aan hen werd overhandigd. Bewust of onbewust volgt dit de Portugese traditie van het overhandigen van de Portugese vlag aan de vazallen.
In het lied Timor van de Colombiaanse zangeres Shakira, dat gaat over het geweld in Oost-Timor in 1999 en het gebrek aan verslaggeving daarover in de westerse wereld, luidt een regel "For our flag, we die or kill". Er zijn geen officiële eerbetuigingen voor de vlag, zoals een speciale vlaghymne naar Boliviaans model of een vermelding in het volkslied, noch is er een speciale vlaggetjesdag, wat sommigen zouden verwachten voor zo'n jonge natie als verenigend symbool, maar wat niet strookt met de Portugese traditie.
Sinds 1 augustus 2011 wappert de nationale vlag op de eerste maandag van elke maand voor openbare instellingen. Dit is ook het geval op 2 februari (Oost-Timor Defence Forces Day FDTL), 27 maart (Oost-Timor National Police PNTL Day) en 20 augustus (FALINTIL Day). De vlag wordt elke dag om 8 uur gehesen, waarbij alle medewerkers en ambtenaren van de organisatie aanwezig zijn en het volkslied zingen.
Tijdens de viering van de zevende verjaardag van de onafhankelijkheid op 20 mei 2009 viel de nationale vlag op de grond. Veel Timorezen zagen dit als een slecht voorteken. Tijdens de vlagceremonie in 2002 wapperde de vlag niet in de wind en enkele maanden later braken er gewelddadige rellen uit. De oppositiepartij FRETILIN zag het hernieuwde incident als een teken dat de regering in de problemen zat en een van de grootste kranten van het land, de Timor Post, meldde het incident op de voorpagina.
In 2016 bekritiseerden de parlementsleden Manuel Castro, Manuel Guterres en Natalino dos Santos Nascimento het feit dat steeds meer mensen op de vlag schreven, bijvoorbeeld met handtekeningen. Volgens de politici was dit een "misdaad" waartegen de politie moest optreden. De vlag, die "met botten en bloed" was gekocht, werd hierdoor ontheiligd.